# U-453
Unterseeboot 453 foi um submarino alemão do Tipo VIIC, pertencente a Kriegsmarine que atuou durante a Segunda Guerra Mundial.

## Comandantes
| Comandante                                    | Data                                       |
| --------------------------------------------- | ------------------------------------------ |
| Kptlt. Gert Hetschko                          | 26 de junho de 1941 - 8 de julho de 1941   |
| Kptlt. Egon Reiner Freiherr von Schlippenbach | 9 de julho de 1941 - 6 de dezembro de 1943 |
| Oblt. Dierk Lührs                             | 7 de dezembro de 1943 - 21 de maio de 1944 |

## Subordinação
Durante o seu tempo de serviço, esteve subordinado às seguintes flotilhas:
| Período                                        | Flotilha                                   |
| ---------------------------------------------- | ------------------------------------------ |
| 26 de junho de 1941 - 1 de novembro de 1941    | 7. Unterseebootsflottille (treinamento)    |
| 1 de novembro de 1941 - 31 de dezembro de 1941 | 7. Unterseebootsflottille (serviço ativo)  |
| 1 de janeiro de 1942 - 21 de maio de 1944      | 29. Unterseebootsflottille (serviço ativo) |